# Sindaci di Marsiglia
Di seguito l'elenco cronologico dei sindaci di Marsiglia e delle altre figure apicali equivalenti che si sono succedute nel corso della storia.

## Terza repubblica francese (1870-1940)
| Sindaci nominati dal prefetto (1870-1884)           | Sindaci nominati dal prefetto (1870-1884) | Sindaci nominati dal prefetto (1870-1884)    | Sindaci nominati dal prefetto (1870-1884) | Sindaci nominati dal prefetto (1870-1884) | Sindaci nominati dal prefetto (1870-1884) | Sindaci nominati dal prefetto (1870-1884) |
| Nominativo                                          | Partito                                   | Partito                                      | Mandato                                   | Mandato                                   |                                           |                                           |
| Nominativo                                          | Partito                                   | Partito                                      | Inizio                                    | Fine                                      |                                           |                                           |
| --------------------------------------------------- | ----------------------------------------- | -------------------------------------------- | ----------------------------------------- | ----------------------------------------- | ----------------------------------------- | ----------------------------------------- |
| Jacques-Thomas Bory                                 | ?                                         | ?                                            | 1870                                      | 1871                                      |                                           |                                           |
| Melchior Guinot                                     | ?                                         | ?                                            | 1871                                      | 1873                                      |                                           |                                           |
| Marius Isoard                                       | ?                                         | ?                                            | 1873                                      | 1874                                      |                                           |                                           |
| Augustin Rabatau                                    | ?                                         | ?                                            | 1874                                      | 1875                                      |                                           |                                           |
| Jean-Baptiste Maglione                              | ?                                         | ?                                            | 1876                                      | 1877                                      |                                           |                                           |
| Antoine de Jessé-Charleval                          | ?                                         | ?                                            | 1877                                      | 1877                                      |                                           |                                           |
| Jean-Baptiste Maglione                              | ?                                         | ?                                            | 1877                                      | 1878                                      |                                           |                                           |
| Simon Ramagni                                       | ?                                         | ?                                            | 1879                                      | 1880                                      |                                           |                                           |
| Jean-Baptiste Brochier                              | ?                                         | ?                                            | 1881                                      | 1884                                      |                                           |                                           |
| Sindaci eletti dal Consiglio municipale (1884-1940) |                                           |                                              |                                           |                                           |                                           |                                           |
| Nominativo                                          | Partito                                   | Partito                                      | Mandato                                   | Mandato                                   |                                           |                                           |
| Nominativo                                          | Partito                                   | Partito                                      | Inizio                                    | Fine                                      |                                           |                                           |
| Emmanuel Allard                                     | ?                                         | ?                                            | 1884                                      | 1887                                      |                                           |                                           |
| Félix Baret                                         | ?                                         | ?                                            | 1887                                      | 1892                                      |                                           |                                           |
| Siméon Flaissières                                  |                                           | Partito Operaio Francese                     | 1892                                      | 1902                                      |                                           |                                           |
| Jean-Baptiste Amable Chanot                         |                                           | Repubblicani progressisti                    | 1902                                      | 1908                                      |                                           |                                           |
| Emmanuel Allard                                     |                                           | Repubblicani progressisti                    | 1908                                      | 1910                                      |                                           |                                           |
| Bernard Cadenat                                     |                                           | Sezione Francese dell'Internazionale Operaia | 1910                                      | 1912                                      |                                           |                                           |
| Jean-Baptiste Amable Chanot                         |                                           | Repubblicani progressisti                    | 1912                                      | 1914                                      |                                           |                                           |
| Eugène Pierre                                       |                                           | Indipendenti repubblicani                    | 1914                                      | 1919                                      |                                           |                                           |
| Siméon Flaissières                                  |                                           | Sezione Francese dell'Internazionale Operaia | 1919                                      | 1931                                      |                                           |                                           |
| Georges Ribot                                       |                                           | Partito Radicale                             | 1931                                      | 1935                                      |                                           |                                           |
| Henri Tasso                                         |                                           | Sezione Francese dell'Internazionale Operaia | 1935                                      | 1939                                      |                                           |                                           |
| Frédéric Surleau (Amministratore straordinario)     | –                                         | –                                            | 1939                                      | 1939                                      |                                           |                                           |
| Henri Cado (Amministratore straordinario)           | –                                         | –                                            | 1939                                      | 1940                                      |                                           |                                           |
| Frédéric Surleau (Amministratore straordinario)     | –                                         | –                                            | 1940                                      | 1940                                      |                                           |                                           |

## Governo di Vichy (1940-1944)
| Amministratori straordinari nominati dal governo (1940-1944) | Amministratori straordinari nominati dal governo (1940-1944) | Amministratori straordinari nominati dal governo (1940-1944) | Amministratori straordinari nominati dal governo (1940-1944) | Amministratori straordinari nominati dal governo (1940-1944) |
| Nominativo                                                   | Partito                                                      | Partito                                                      | Mandato                                                      | Mandato                                                      |
| Nominativo                                                   | Partito                                                      | Partito                                                      | Inizio                                                       | Fine                                                         |
| ------------------------------------------------------------ | ------------------------------------------------------------ | ------------------------------------------------------------ | ------------------------------------------------------------ | ------------------------------------------------------------ |
| Louis Barraud                                                | –                                                            | –                                                            | 1940                                                         | 30 agosto 1944                                               |

## Quarta Repubblica francese (1944-1958)
| Sindaci nominati dal Governo provvisorio della Repubblica francese (1944-1945) | Sindaci nominati dal Governo provvisorio della Repubblica francese (1944-1945) | Sindaci nominati dal Governo provvisorio della Repubblica francese (1944-1945) | Sindaci nominati dal Governo provvisorio della Repubblica francese (1944-1945) | Sindaci nominati dal Governo provvisorio della Repubblica francese (1944-1945) | Sindaci nominati dal Governo provvisorio della Repubblica francese (1944-1945) | Sindaci nominati dal Governo provvisorio della Repubblica francese (1944-1945) |
| Nominativo                                                                     | Nominativo                                                                     | Partito                                                                        | Partito                                                                        | Mandato                                                                        | Mandato                                                                        | Elezione                                                                       |
| Nominativo                                                                     | Nominativo                                                                     | Partito                                                                        | Partito                                                                        | Inizio                                                                         | Fine                                                                           | Elezione                                                                       |
| ------------------------------------------------------------------------------ | ------------------------------------------------------------------------------ | ------------------------------------------------------------------------------ | ------------------------------------------------------------------------------ | ------------------------------------------------------------------------------ | ------------------------------------------------------------------------------ | ------------------------------------------------------------------------------ |
|                                                                                | Gaston Defferre                                                                |                                                                                | Sezione Francese dell'Internazionale Operaia                                   | 30 agosto 1944                                                                 | 27 novembre 1945                                                               | –                                                                              |
| Sindaci eletti dal Consiglio municipale (dal 1945)                             |                                                                                |                                                                                |                                                                                |                                                                                |                                                                                |                                                                                |
| Nominativo                                                                     | Nominativo                                                                     | Partito                                                                        | Partito                                                                        | Mandato                                                                        | Mandato                                                                        | Elezione                                                                       |
| Nominativo                                                                     | Nominativo                                                                     | Partito                                                                        | Partito                                                                        | Inizio                                                                         | Fine                                                                           | Elezione                                                                       |
|                                                                                | Jean Cristofol                                                                 |                                                                                | Partito Comunista Francese                                                     | 27 novembre 1945                                                               | 1947                                                                           | Elezione 1945                                                                  |
|                                                                                | Michel Carlini                                                                 |                                                                                | Raggruppamento del Popolo Francese                                             | 1947                                                                           | 1953                                                                           | Elezione 1947                                                                  |
|                                                                                | Gaston Defferre                                                                |                                                                                | Sezione Francese dell'Internazionale Operaia                                   | 1953                                                                           | 1958                                                                           | Elezione 1953                                                                  |

## Quinta Repubblica francese (dal 1958)
| Sindaci eletti dal Consiglio municipale (dal 1958) | Sindaci eletti dal Consiglio municipale (dal 1958)    | Sindaci eletti dal Consiglio municipale (dal 1958) | Sindaci eletti dal Consiglio municipale (dal 1958)       | Sindaci eletti dal Consiglio municipale (dal 1958) | Sindaci eletti dal Consiglio municipale (dal 1958) | Sindaci eletti dal Consiglio municipale (dal 1958) |
| Nominativo                                         | Nominativo                                            | Partito                                            | Partito                                                  | Mandato                                            | Mandato                                            | Elezione                                           |
| Nominativo                                         | Nominativo                                            | Partito                                            | Partito                                                  | Inizio                                             | Fine                                               | Elezione                                           |
| -------------------------------------------------- | ----------------------------------------------------- | -------------------------------------------------- | -------------------------------------------------------- | -------------------------------------------------- | -------------------------------------------------- | -------------------------------------------------- |
|                                                    | Gaston Defferre                                       |                                                    | Sezione Francese dell'Internazionale Operaia (1958-1969) | 1958                                               | 1965                                               | Elezione 1959                                      |
| 1965                                               | Gaston Defferre                                       | 1971                                               | Sezione Francese dell'Internazionale Operaia (1958-1969) | Elezione 1965                                      |                                                    |                                                    |
| 1965                                               | Gaston Defferre                                       | 1971                                               | Partito Socialista (1969-1986)                           | Elezione 1965                                      |                                                    |                                                    |
| 1971                                               | Gaston Defferre                                       | 1977                                               | Elezione 1971                                            |                                                    |                                                    |                                                    |
| 1977                                               | Gaston Defferre                                       | 1983                                               | Elezione 1977                                            |                                                    |                                                    |                                                    |
| 1983                                               | Gaston Defferre                                       | 7 maggio 1986                                      | Elezione 1983                                            |                                                    |                                                    |                                                    |
|                                                    | Jean-Victor Cordonnier (Vicesindaco facente funzioni) |                                                    | Elezione 1983                                            | Partito Socialista                                 | 7 maggio 1986                                      | 17 maggio 1986                                     |
|                                                    | Robert Vigouroux                                      |                                                    | Elezione 1983                                            | Partito Socialista (1986-1989)                     | 17 maggio 1986                                     | 1989                                               |
|                                                    | Robert Vigouroux                                      | Indipendente (1989-1995)                           | 1989                                                     | 1995                                               | Elezione 1989                                      |                                                    |
|                                                    | Jean-Claude Gaudin                                    |                                                    | Partito Repubblicano (1995-1997)                         | 1995                                               | 2001                                               | Elezione 1995                                      |
|                                                    | Jean-Claude Gaudin                                    | Democrazia Liberale (1997-2002)                    |                                                          | 1995                                               | 2001                                               | Elezione 1995                                      |
| 2001                                               | Jean-Claude Gaudin                                    | 2008                                               | Elezione 2001                                            |                                                    |                                                    |                                                    |
| 2001                                               | Jean-Claude Gaudin                                    | 2008                                               | Elezione 2001                                            | Unione per un Movimento Popolare (2002-2015)       |                                                    |                                                    |
| 2008                                               | Jean-Claude Gaudin                                    | 2014                                               | Elezione 2008                                            |                                                    |                                                    |                                                    |
| 2014                                               | Jean-Claude Gaudin                                    | 2020                                               | Elezione 2014                                            |                                                    |                                                    |                                                    |
| 2014                                               | Jean-Claude Gaudin                                    | 2020                                               | Elezione 2014                                            | I Repubblicani (2015-2020)                         |                                                    |                                                    |
|                                                    | Michèle Rubirola                                      |                                                    | Europa Ecologia I Verdi                                  | 4 luglio 2020                                      | 15 dicembre 2020                                   | Elezione 2020                                      |
|                                                    | Benoît Payan                                          |                                                    | Partito Socialista                                       | 15 dicembre 2020                                   | in carica                                          | Elezione 2020                                      |